# Вяюрюнен, Мика
Ми́ка Вя́юрюнен (Вяурюнен) (фин. Mika Väyrynen; 28 декабря 1981, Эскильстуна, Швеция) — финский футболист, полузащитник, тренер.

## Клубная карьера
Начал карьеру игрока в клубе «Лахти». Дебютировал в Вейккауслиге 3 мая 1999 года в матче против «Йокерита». В эту команду он и перешёл после того, как «Йокерит» выиграл серебряные медали. С приходом Вяюрюнена клуб не улучшил свои результаты и смог занять только 11-е, предпоследнее место в чемпионате, но молодого полузащитника заметили в «Херенвене», и по окончании сезона в Финляндии Вяюрюнен перешёл в клуб из Фрисландии.
Первый матч в Эредивизи провёл 16 ноября 2001 года против «Спарты», выйдя на замену на 73-й минуте вместо Хольма. В «Херенвене» Вяюрюнен постоянно выходил в стартовом составе и пользовался доверием как Фоппе де Хана, так и Гертьяна Вербека, а его клуб регулярно участвовал в Кубке УЕФА.
В июне 2005 года перешёл в ПСВ, подписав контракт на 4 года. Первый матч за команду Гуса Хиддинка провёл 13 августа, после чего не играл до 17 декабря из-за травмы. 8 марта 2006 года дебютировал в Лиге чемпионов. В ПСВ Вяюрюнен не смог закрепиться в «основе» и лишь иногда выходил на замену.
Летом 2008 года вернулся в «Херенвен», подписав контракт на три года. 31 января 2009 года получил травму в матче против «Аякса». Первоначально ожидалось, что Вяюрюнен вернётся в строй через несколько недель, в марте был поставлен окончательный диагноз и было объявлено, что Вяюрюнен не сможет играть до конца 2009 года. Впервые вышел на поле после травмы 28 октября 2009 года в матче Кубка Нидерландов против «Росендала», до конца 2009 года не провёл ни одного полного матча.
13 сентября 2011 года подписал контракт с «Лидс Юнайтед», будучи свободным агентом. Дебютировал за «Лидс» 20 сентября 2011 года в матче против «Манчестер Юнайтед», который проходил в рамках Кубка Лиги. 16 апреля 2012 года контракт по обоюдному согласию был расторгнут.
После ухода из «Лидс Юнайтед» Мика тренировался с ХИК для поддержания спортивной формы. 10 июля было объявлено, что ХИК подписал трехмесячный контракт с футболистом. Через неделю он дебютировал за клуб против «Рейкьявика» и забил гол с пенальти.
6 марта 2015 года Вяюрюнен перешёл в клуб MLS «Лос-Анджелес Гэлакси».
В августе 2016 года Вяюрюнен подписал контракт с клубом ХИФК.
В январе 2018 года Вяюрюнен объявил о завершении карьеры игрока.

## Международная карьера
Выступал за юношеские сборные Финляндии. В составе молодёжной сборной участвовал в чемпионате мира среди юношей не старше 20 лет 2001 года, где провёл 3 игры и забил 1 гол. В первой сборной дебютировал 20 марта 2002 года в матче против команды Южной Кореи. В отборочном турнире к Чемпионату Европы 2008 сыграл 10 матчей и забил гол в матче первого тура против сборной Польши. В первом отборочном матче сборной Финляндии к Чемпионату мира 2010 против Германии забил гол и отдал голевую передачу; игра закончилась сенсационной ничьей со счётом 3:3.

## Достижения
ПСВ
- Чемпион Нидерландов (2): 2005/06, 2006/07

 ХИК
- Чемпион Финляндии (1): 2012